# Ібрагіма Кассорі Фофана
Ібрагіма Кассорі Фофана (фр. Ibrahima Kassory Fofana) — гвінейський політик, прем'єр-міністр Гвінеї 21 травня 2018 – 5 вересня 2021.

## Біографія
Розпочав кар'єру як державний службовець Міністерства з питань співробітництва, у 1990 році Фофана став директором з державних інвестицій. В 1994 році він прийняв пропозицію президента Лансани Конте стати «адміністратором і контролером основних робіт». В 1996 році Конте опікувався у кабінеті міністрів національним бюджетом та сектором НДО. В 1997 році обійняв посаду міністра фінансів та економіки.
У січні 2000 року залишив посаду міністра фінансів та економіки, та виїхав до Сенегалу, пізніше до США де навчався в Американському університеті.
В 2010 році балотувався на посаду президента Гвінеї.
У вересні 2013 року після виборів до законодавчих органів, на яких партія «Гвінея для всіх» здобула одне місце зі 114, Фофана відновив дружні стосунки з Альфою Конде, який просив його про допомогу у відновленні економіки країни. 
Він вирішив укласти корисний союз, приєднавшись до президентського табору
.
В 2014 році Фофана став державним міністром з інвестицій та державно-приватного партнерства в адміністрації президента Альфи Конде. На цьому нещодавно створеній стратегічній посаді він координував зусилля всередині країни та за кордоном щодо мобілізації ресурсів, необхідних для визначення пріоритетів інвестицій
. 
Він виступав за диверсифікацією партнерських відносин з країнами, такими як Китай, звідки він отримав 20 мільярдів доларів інвестицій
.
21 травня 2018 року Ібрагіма Кассорі Фофана був призначений президентом Альфа Конде прем'єр-міністром Гвінеї. 
Він оголосив про амбітну програму скорочення бідності, спрямовану на виведення 40% гвінейців або шість мільйонів осіб, з крайньої бідності до 2025 року.

5 вересня 2021 року весь уряд Гвінеї був розпущений після арешту Конде під час перевороту в Гвінеї 2021 року.